# Katapult (stroj)

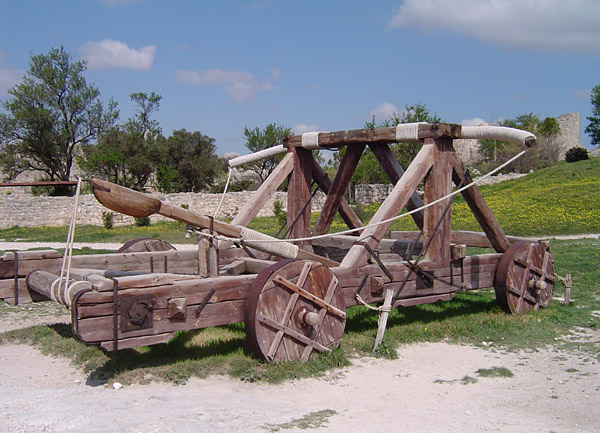
Dřevěná replika katapultu (Francie)

Katapult (z řec. kata, proti, a pallein, vrhat; česky blída) je dnešní název pro starověký a středověký obléhací válečný stroj využívající torzní moment zkroucených lan a šlach k výstřelu většího projektilu, obvykle kamenů nebo jiných předmětů, které mohly napáchat nějaké škody. Na nepřítele bývala vystřelována také smůla či hořící dehet (způsobovaly zápalné škody) nebo fekálie (vyvolávaly epidemie a páchly). Katapulty se často umísťovaly na vyvýšené místo či na hradní věž.
Ve starověku a středověku byly používány při obléhání měst, pevností či hradů, obzvláště s úmyslem jim zbořit nebo poškodit hradby a potom tamtudy s útočícím vojskem proniknout dovnitř. V novověku je takřka úplně nahradila děla.

## Antický katapult
Řekové již v antice vyvinuli několik druhů praků, které od nich okopírovali i Římané. První – balista – byla vylepšenou římskou kopií řeckých zbraní oxybeles a gastraphetes. Další byl euthytonon, jemuž Římané začali říkat katapulta; ten se ovšem od toho, co je dnes známo jako katapult, poněkud lišil. Palintonon byl euthytonon uzpůsobený ke střílení kulových projektilů podobně jako další stroj zvaný lithobolos (doslova vrhač kamenů).
Co se dnes nazývá katapult, může být buď antický monagkon neboli onager, nebo středověký trébuchet.

## Současnost
V současnosti se s katapulty lze setkat na bojištích občanské války v Sýrii, kde podle videí a fotografií na internetu protivládní povstalci pomocí různých strojů na principech katapultu vystřelují výbušné projektily. Dále se katapulty používají při simulaci starých bitev, například když je nadšenci rekonstruují, případně při natáčení filmů.